# Monte Acibeira
Monte Acibeira (llamada oficialmente O Monte do Aciveiro) es una aldea española situada en la parroquia de Armentón, del municipio de Arteijo, en la provincia de La Coruña, Galicia.

## Demografía
| Gráfica de evolución demográfica de Monte Acibeira entre 2000 y 2018 |
|                                                                      |
| Datos según el nomenclátor publicado por el INE.                     |